# Berecz Annamária
Berecz Annamária (Moszkva, 1933. szeptember 7. – 1986. február 4.), névváltozata: Berecz Anna, születési neve: Löwinger Annamária, férjezett neve: Berecz Jánosné, az Országos Gyógyhelyi és Gyógyfürdőügyi Főigazgatóság főigazgató-helyettese, Berecz János első felesége. 

## Élete
1933-ban született Moszkvában. Édesapja Löwinger Andor, édesanyja Heszky Erzsébet, aki 1919-ben a Magyarországi Tanácsköztársaság megalakulása után a Kommunista Ifjúmunkások Magyarországi Szövetsége (KIMSZ) Győr megyei titkára volt. A Tanácsköztársaság bukása után előbb Bécsbe menekült, majd Moszkvába ment, és a Kominternnél dolgozott. Ekkor született a lánya, Löwinger Annamária néven. A II. világháború után előbb Bécsbe tértek vissza, mielőtt hazajöttek volna Magyarországra. 
1955-ben ment feleségül Berecz Jánoshoz. Három gyermekük született, a legidősebb, Berecz Marianne 1957. június 27-én jött a világra, és diplomata lett.
1986. február 4-én autóbalesetben vesztette életét, és földi maradványait február 12-én délután 12:30 órakor helyezték örök nyugalomra a Farkasréti temetőben. Az Országos Gyógyhelyi és Gyógyfürdőügyi Főigazgatóság főigazgató-helyettese volt haláláig.